# Dintel de la abadía de Saint-Genís-des-Fontaines
El dintel de la abadía de Saint-Génis-des-Fontaines (en francés: linteau de l'abbaye de Saint-Génis-des-Fontaines) es un dintel monolítico de mármol blanco de Carrara situado sobre la portada de la iglesia de la abadía de Sant Genís de Fontanes, en el departamento francés de Pirineos Orientales. Por encargo de un tal abad Guillaume, se habría  tallado en él, en bajorrelieve, con minuciosa precisión, como una pieza de orfebrería, una representación de Cristo en majestad inscrito en una mandorla, que es la escultura románica en piedra datada más antigua que se conoce (1019-1020). La mandorla perlada está sostenida por dos arcángeles y enmarcada por dos grupos de tres figuras, cada una alojada bajo un arco de herradura; sobre las figuras de las arcadas, a cada lado de la mandorla, hay una banda con una inscripción en latín medieval que permite fecharla.
El dintel de la abadía de Saint-Génis, clasificado como monumento histórico, es de capital interés para comprender la evolución del arte románico en Cataluña, porque cruzando la evolución estilística de otras obras con la datación de ésta se puede establecer una cronología precisa de la escultura románica.
A cuatro kilómetros al este de Saint-Génis-des-Fontaines se encuentra la antigua abadía de Saint-André que tiene un dintel muy similar sobre el portal de la iglesia, pero sin escritura, quizás del mismo escultor, o una copia anterior del de Saint-Génis.

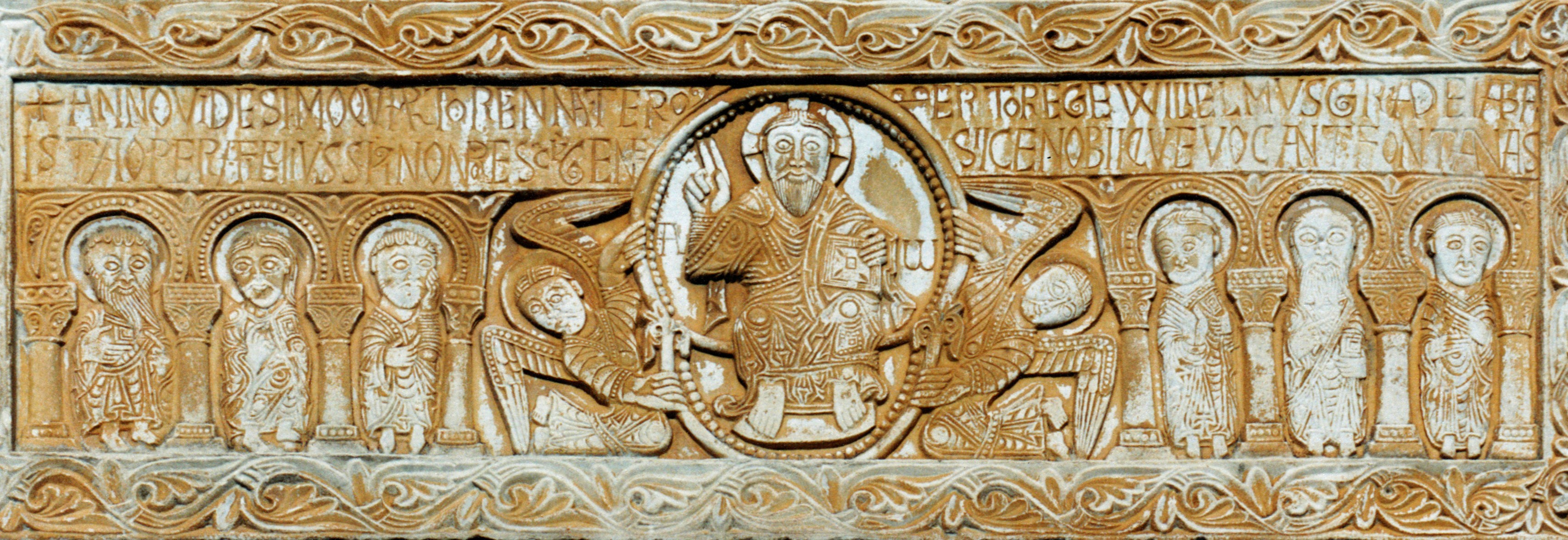
Detalle del dintel de la abadía de Saint-Génis-des-Fontaines

## Descripción

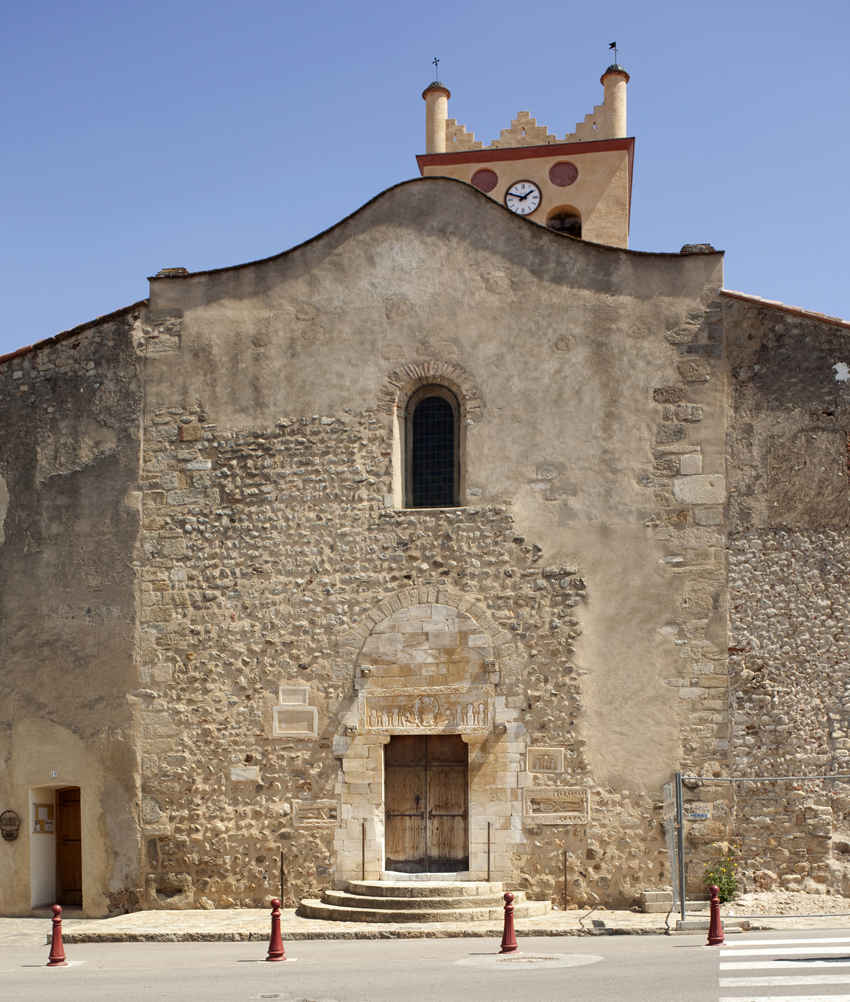
La façhada de la iglesia abacila

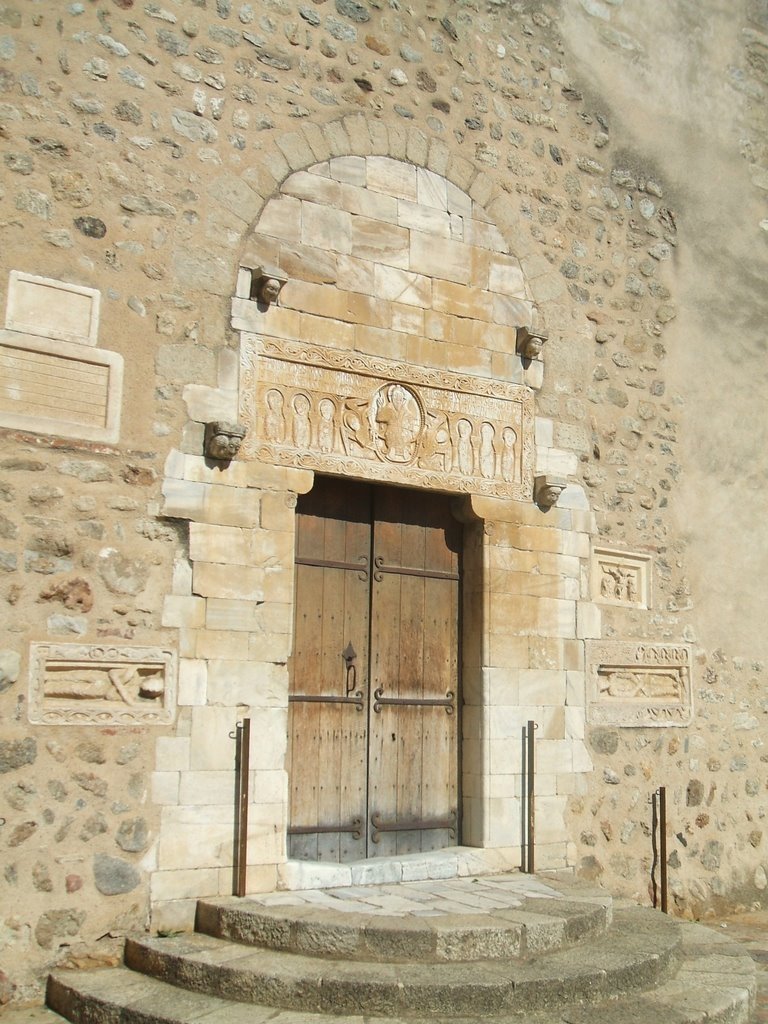
Detalle de la portada

En la pequeña localidad de Saint-Génis-des-Fontaines, situada en el Rosellón, se encuentra la abadía de San Miguel, actual iglesia parroquial de la localidad. En la fachada del templo se dispone una serie de esculturas de capital interés dentro de la escultura medieval. Sobre la puerta de ingreso hay un dintel con una representación de una teofanía de Cristo sujetado por dos ángeles y flanqueado por tres personajes en cada lado; a ambos lados de las jambas hay dos relieves con unos yacentes; sobre el yacente de la derecha hay otro relieve de la Pasión, más concretamente la Crucifixión; y por último, sobre el yacente izquierdo, un poco más separado que su respectivo, hay dos placas con inscripciones sepulcrales. Cabe destacar la presencia de un bajo relieve por debajo del dintel, en el lado derecho de la puerta, que representa la Dextera Domini.
Esta escultura no estaba pensada cuando se realizó para ser un dintel, sino que sirvió como soporte del altar, sin duda en la iglesia actual. 
Fue en el siglo XII cuando la obra se colocó encima de la puerta de la iglesia. La presencia de cuatro ménsulas por encima de la obra indica que originalmente estaba protegida por un pequeño tejado contra las inclemencias del tiempo. Esta habría desaparecido en el siglo XV o XVI, a partir de entonces la obra, al igual que el resto de la portada, fue recubierta con una especie de barniz para protegerla, lo que le dio su aspecto amarillento (dado que el mármol era inicialmente blanco). La obra también proporciona información sobre la evolución de la abadía de Saint-Génis. Así, los arcos de herradura representados en el dintel permitieron adquirir la certeza de que la abadía tenía un claustro, sin duda carolingio, anterior al conocido hoy (que data del siglo XIII y cuyos arcos son de medio punto).

## Descripción y estudio del dintel
El dintel es de forma alargada, mucho más ancho que alto. La parte central, donde se ha tallado la escultura, está rodeada por un marco con una rítmica y sencilla cenefa vegetal que recuerda a algunos de los cimacios y capiteles vegetales de Sant Pere de Roda. La parte central presenta a la figura de Cristo entronizado dentro de una mandorla conformada por la unión de dos circunferencias de distinto tamaño que, a su vez, es sujetada por dos ángeles arrodillados. De modo especular, a ambos lados de la figura central de Cristo y los ángeles, vemos a seis personajes —tres por lado— vestidos con túnicas y enmarcados por una secuencia arquitectónica de arcos de herradura apoyados sobre columnas con capiteles vegetales. 
Haciendo de esta composición y figuración una lectura más profunda, se puede identificar a la escena central —la de Cristo bendiciendo con un libro en la mano y flanqueado por una Α (alfa) y una Ω (omega) dentro de una mandorla sostenida por ángeles— como una escena teofánica, una Maiestas Domini, es decir, una visión apocalíptica.
El recurso de colocar personajes enmarcados por arquerías se remonta al arte antiguo; tal es el caso del sarcófago de Melfi o el sarcófago de Sidamara; no obstante, el uso de arcos de herradura es menos común. Según el arquitecto modernista Josep Puig i Cadafalch, el prototipo en el que se basaría el artífice de Sant Genís sería, seguramente, el frontal de altar de Esterri de Cardós, actualmente conservado en el Museo Nacional de Arte de Cataluña (MNAC). En los personajes allí encerrados se ha querido ver —por lógica— a los apóstoles, pero tampoco se tiene ningún distintivo más allá de los cabellos y las barbas, así como la aureola que se mimetiza con el arco de herradura. 
Gracias a la inscripción que se encuentra en el propio dintel se ha podido fechar con exactitud la pieza. La inscripción dice lo siguiente:

✠ ANNO VIDESIMO [por VICESIMO] QVARTO RENNATE RO'BERTO REGE VVILIELMVS GRA DEI ABA│ISTA OPERA FIERI IVSSI'IN ONORE SCI' GENESII CENOBII EVE VOCANT FONTANAS ✠
✠ El año veinticuatro del reino de Roberto, rey, Guillermo, abad por la gracia de Dios, ordenó hacer esta obra en honor de san Genís del cenobio que se llama Fontanes.✠

La datación se realiza de la siguiente manera: el «rey Roberto» que menciona el texto es Roberto II el Piadoso, rey de Francia, hijo de Hugo Capeto, que reinó del 996 al 1031, por lo que el año veinticuatro de su reinado corresponde al año 1020, por lo que el dintel seguramente se hizo en ese año (más o menos, en uno o dos años).
La técnica usada para crear el relieve es la del bisel, logrando el efecto de una talla plana, carente de modelado, tosco, de perfiles nítidos y claros. Es una escultura que podría catalogarse de caligráfica. Arthur Kingsley Porter señala el parecido que radica entre la talla de Sant Genís y la Biblia de Roda (BnF, Ms. Lat. 6), posible fuente de inspiración tanto en los detalles faciales, los patrones ornamentales vegetales y los pliegues y el drapeado de los vestidos. El tratamiento de los ropajes es llamada pliegues repasados, donde cada pliegue de los vestidos está ligeramente de relieve sobre el siguiente.
Meyer Shapiro, historiador estadounidenseexperto en arte cristiano primitivo y medieval, ha señalado que «por primitivo que sea su aspecto, refleja, en la variedad y complicación de las líneas superficiales y de los centros a modo de nódulos con elementos espirales, la dependencia de un estilo carolingio como el que hay tras el Cristo de Rodez». No se puede imaginar que estas formas fueran invención del artista rosellonés, sino que en su entorno tuvo que existir un arte más refinado con esos elementos.

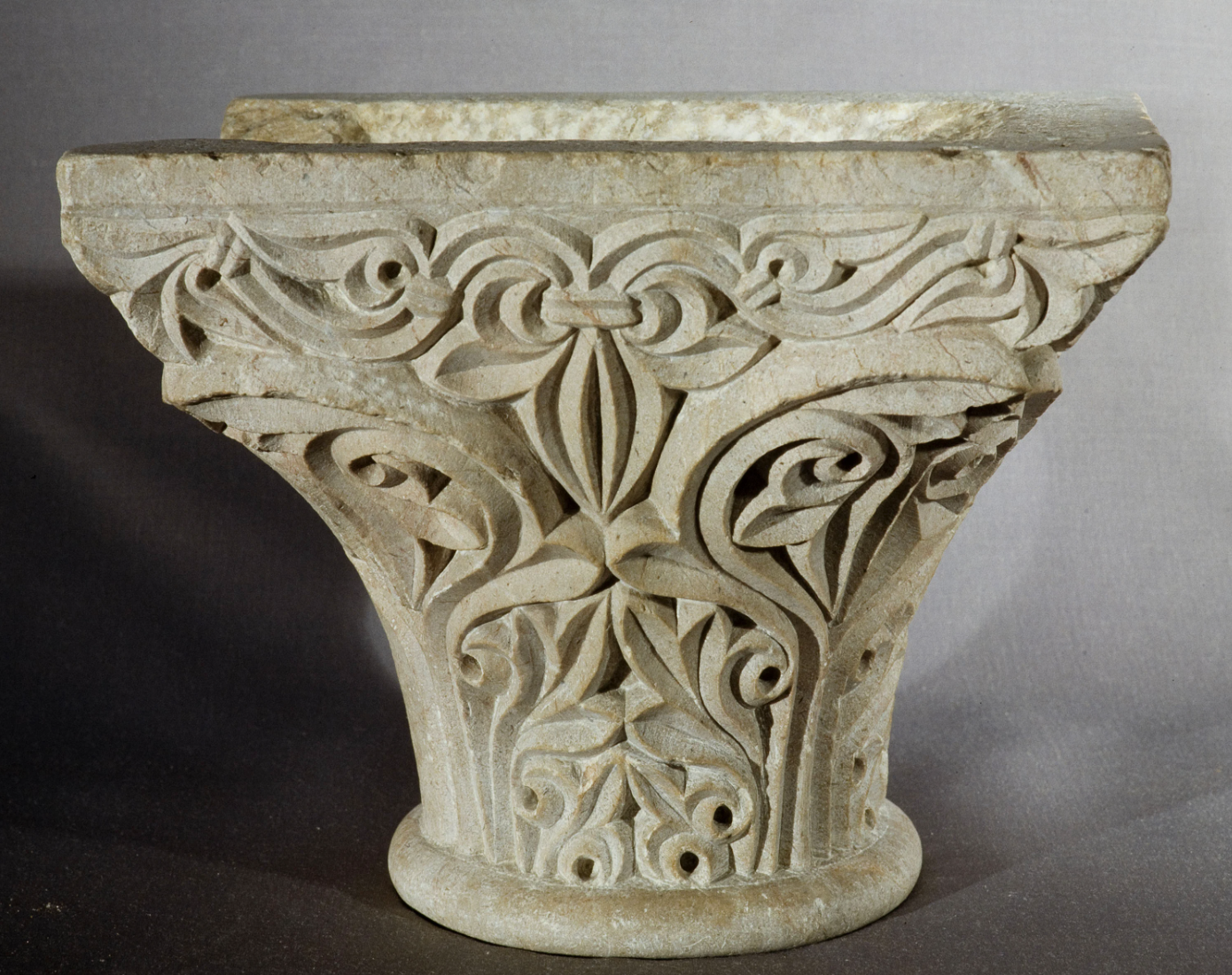
Capitell vegetal Sant Pere Roda
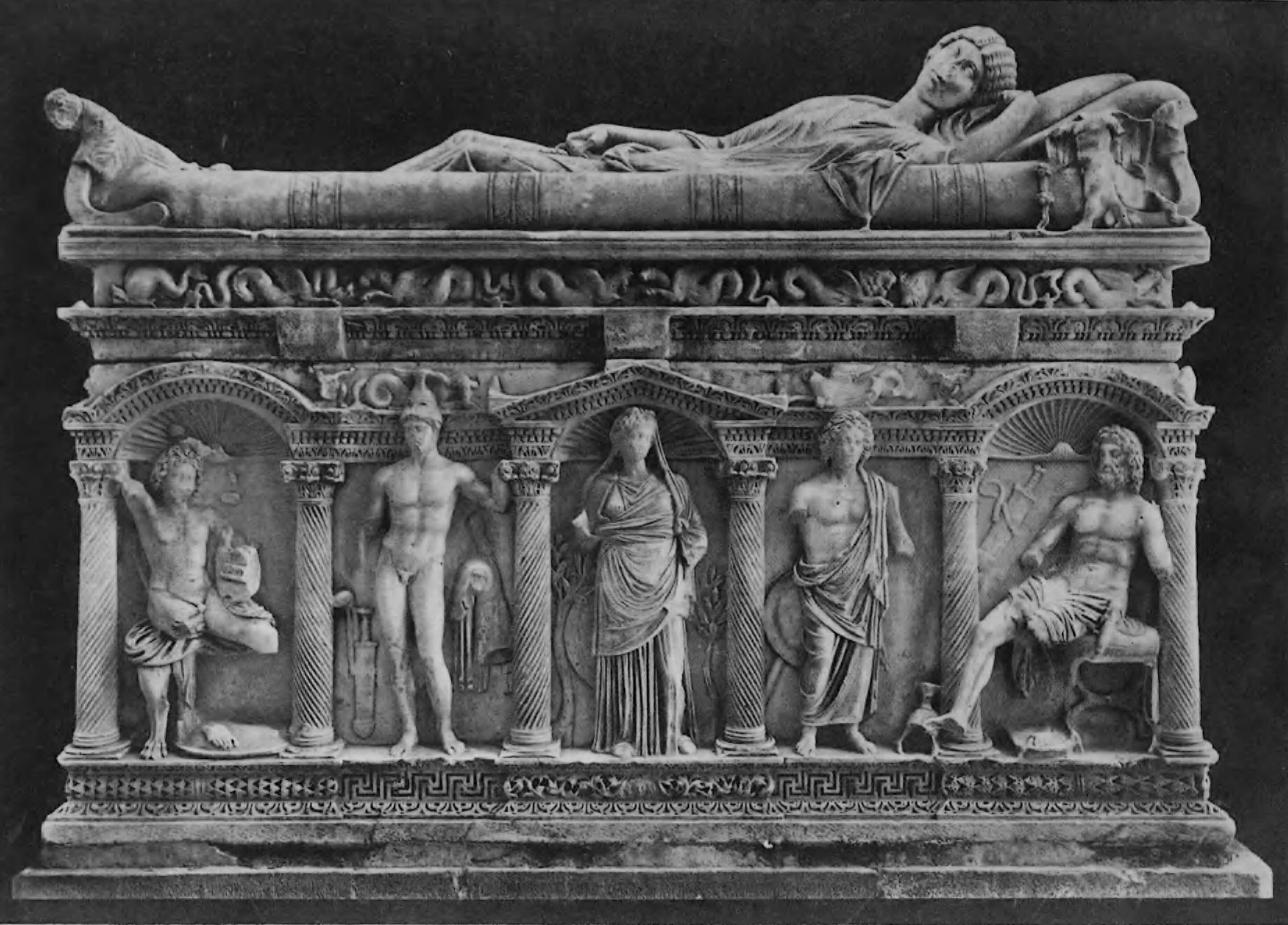
Sarcofago di Rapolla o Melfi
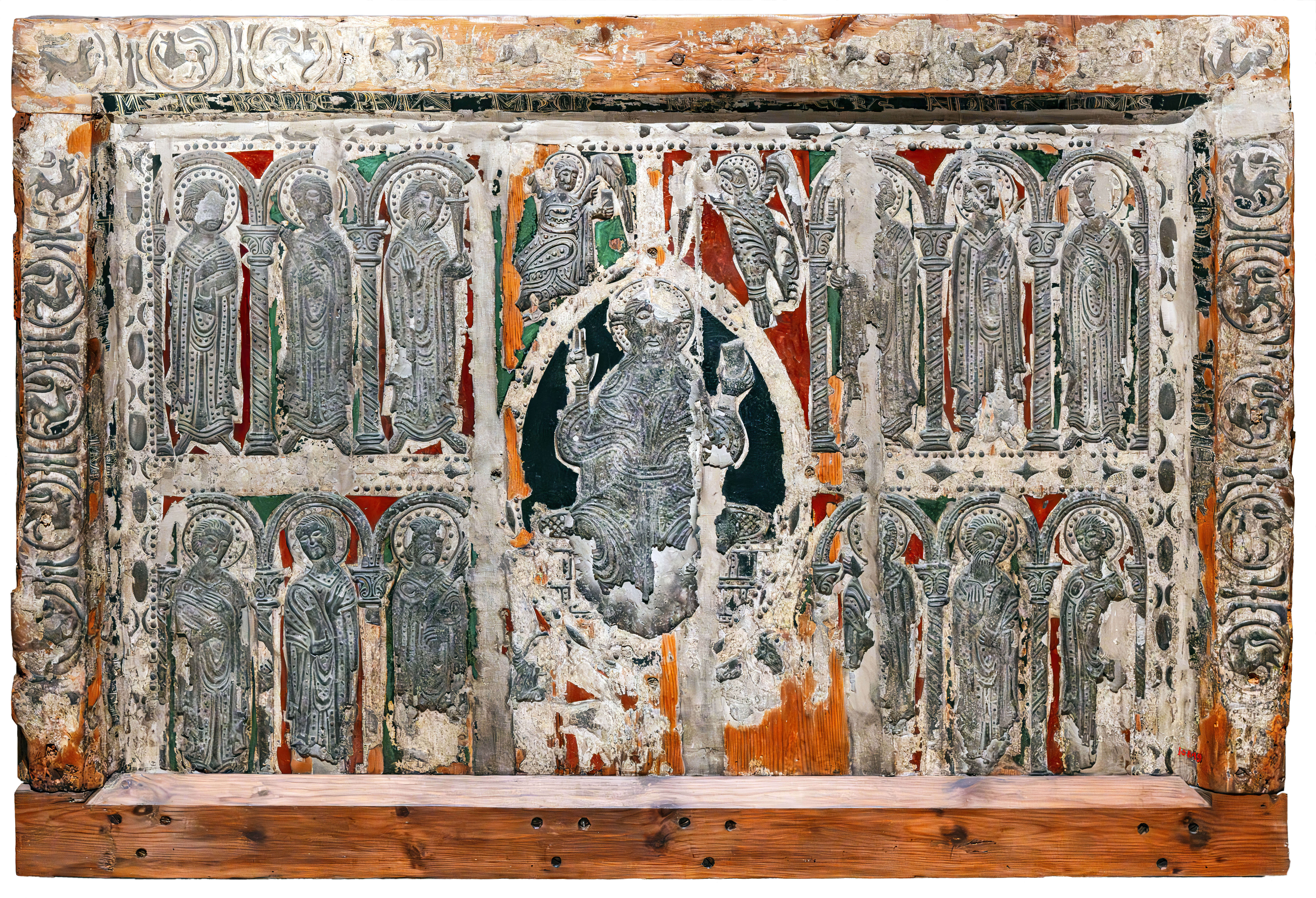
Frontal d'Esterri de Cardós
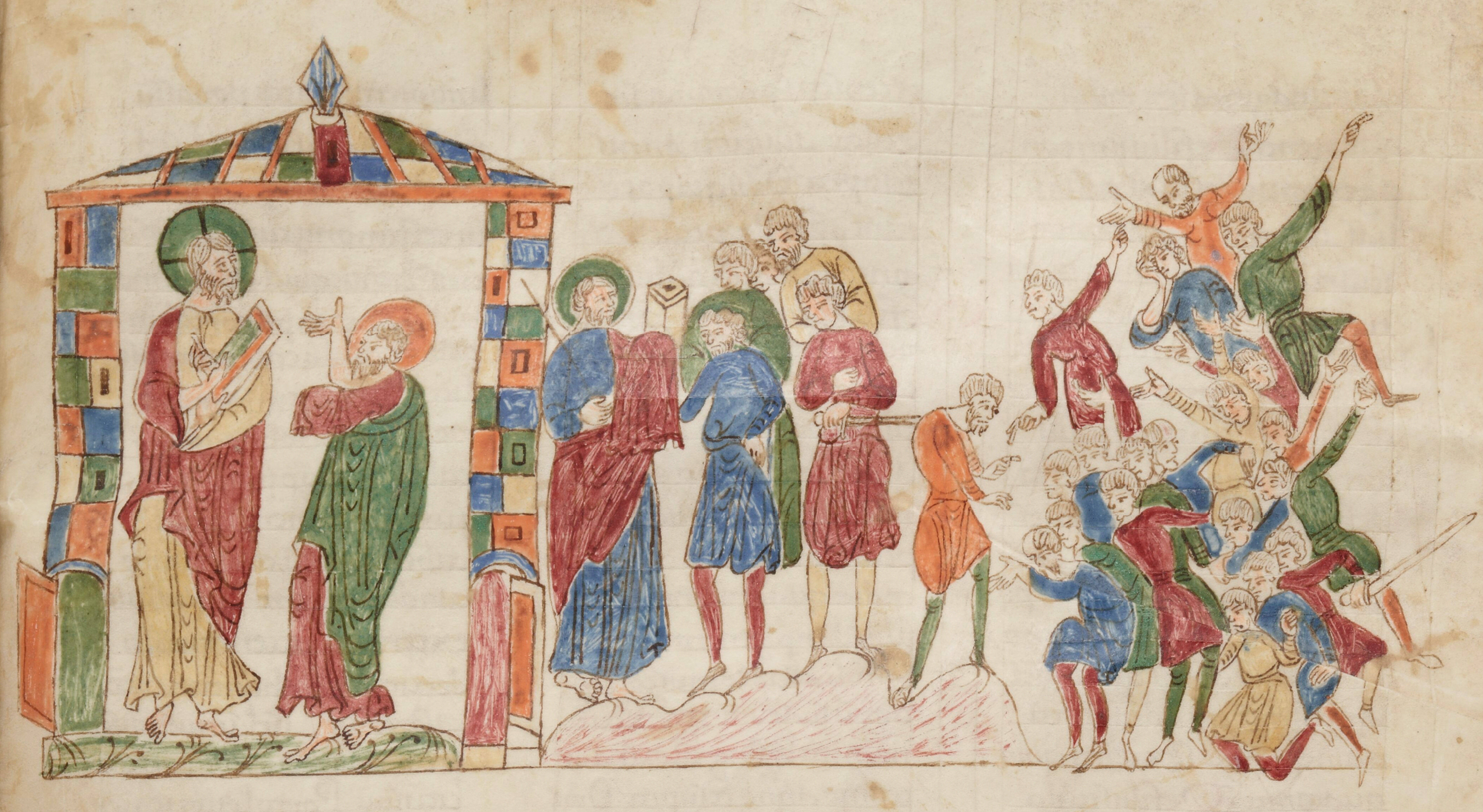
Biblia Sancti Petri Rodensis
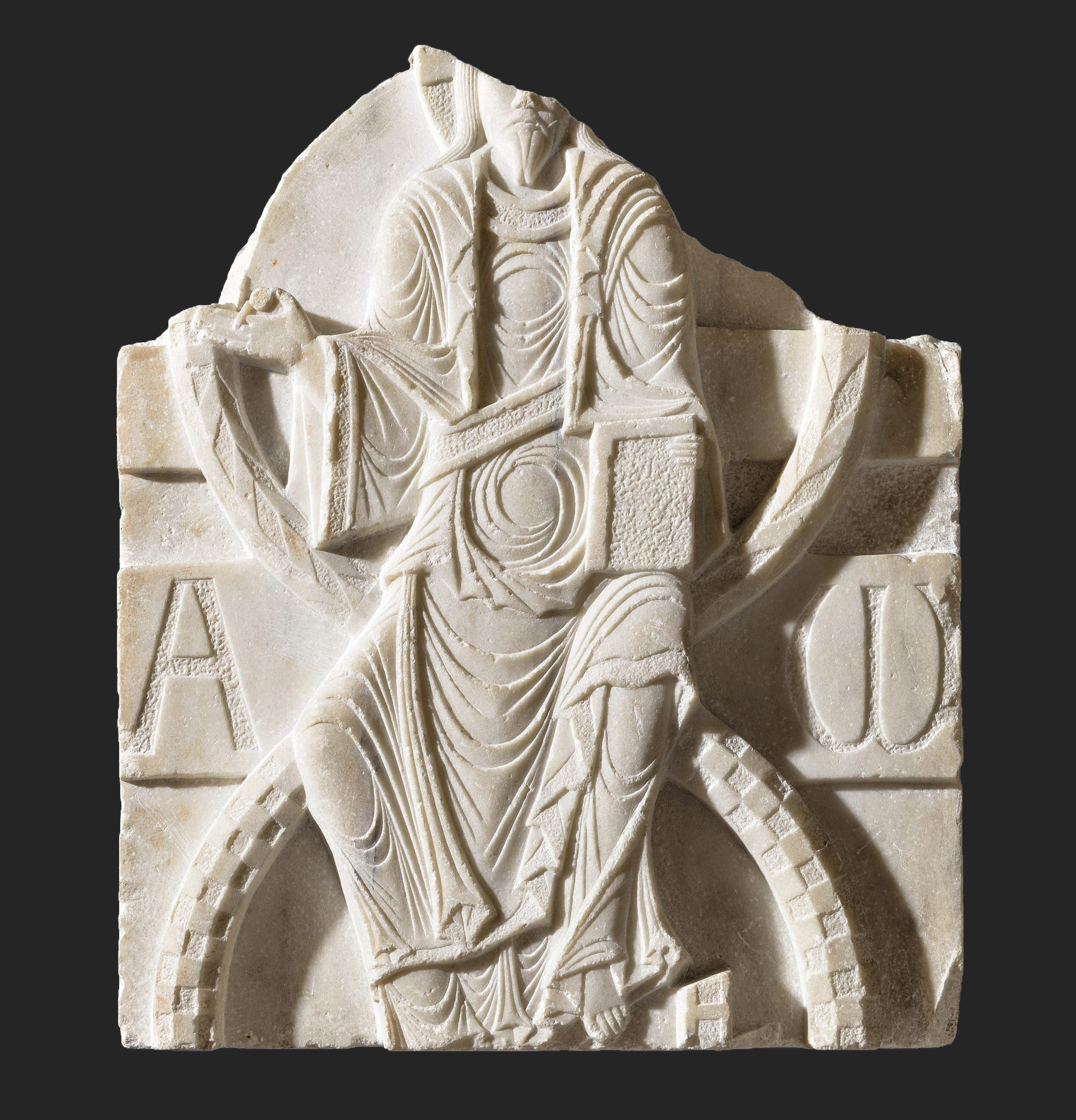
Cristo de Rodez